# Cantón de Noyelles-sous-Lens
El cantón de Noyelles-sous-Lens era una división administrativa francesa, que estaba situada en el departamento de Paso de Calais y la región de Norte-Paso de Calais.

## Composición
El cantón estaba formado por tres comunas:
- Billy-Montigny
- Fouquières-lès-Lens
- Noyelles-sous-Lens

## Supresión del cantón de Noyelles-sous-Lens
En aplicación del Decreto nº 2014-233 de 24 de febrero de 2014, el cantón de Noyelles-sous-Lens fue suprimido el 22 de marzo de 2015 y sus 3 comunas pasaron a formar parte del nuevo cantón de Harnes.